# Åkesson vin
Åkesson vin är ett varumärke hos Kiviks musteri för import av vin. Mellan 2003 och 2013 skedde detta i ett dotterbolag "Nya Åkesson Vin AB".  Tillverkningen är belägen i Tomelilla, på Kronovalls slott.

## Historik
Kiviks musteri inledde tillverkning av fruktvin i form av det mousserande Amadeus 1985. Mousserande viner på importerad druvråvara följde några år senare.